# Sudbury (škola)
Na škole Sudbury mají studenti plnou odpovědnost za své vlastní vzdělání a na škole funguje přímá demokracie, přičemž studenti a zaměstnanci školy jsou si rovni. Studenti se mohou individuálně rozhodnout, co dělat se svým časem, a přiklánějí se k tomu, aby jejich učení probíhalo jako nepřímý výsledek běžných zážitků, spíše než prostřednictvím činnosti v kurzech. Neexistují zde žádné předem určené vzdělávací osnovy, předepsané kurikulum nebo standardizované předpisy. Je to způsob demokratické výchovy.
Přestože nebyla přijata žádná definice školy Sudbury, zaměření prostředí ve škole Sudbury bylo popsáno slovy jako je svoboda, důvěra, vzájemná úcta, odpovědnost a demokracie.
Jméno Sudbury odkazuje na Sudbury Valley School, která byla založena v roce 1968 v americkém Framinghamu jako první škola tohoto typu. V současné době existuje více než 30 škol typu Sudbury po celém světě. Tyto školy nejsou v žádném případě formálně propojeny, ale tvoří volně provázanou síť. Vzájemně se podporují, přestože působí jako nezávislé entity.
Sudbury školy jsou založeny na přesvědčení, že 1) děti již zvládají základní chování potřebné v dospělosti a 2) přiznání plných demokratických práv v dětství je nejlepší příprava na život v demokracii.

## Definice
Nebyla přijata žádná definice školy Sudbury. Zejména zakladatelé první školy Sudbury zdůraznili fakt, že neexistuje žádná definice.
Škola Sudbury zahrnuje taková hodnoty jako je svoboda, důvěra, úcta, odpovědnost a demokracie. Tato mnohoznačná slova je možno snadno špatně vykládat, takže vytvořit použitelnou definici není možné. Zaměstnanec školy Sudbury v Cedarwoodu napsal, že „zakrátko bude mít alternativní veřejná škola poslání, které bude znít jako filozofie z Cedarwoodu, ale jejich škola bude zcela odlišná v praxi“.

## Základy filosofie
Sudbury školy jsou založeny na:
1. pedagogickém přesvědčení, že děti jsou velmi dobré v hlavních dovednostech potřebných v dospělosti jako je tvořivost, představivost, bdělost, zvědavost, přemýšlivost, odpovědnost a soudnost. Těm proto nemusí být učeny. Co dětem chybí, je zkušenost, kterou mohou dosáhnout, pokud je dospělí budou vést otevřeným způsobem.
2. sociálně politickém přesvědčení, že jsou-li plná demokratická práva přiznána v dětství, je to nejlepší cesta, aby se z dětí staly dospělí, kteří dobře fungují v rámci demokracie.

„Základní předpoklady, ze kterých škola vychází, jsou jednoduché: všichni lidé jsou zvědaví od přírody; nejúčinnější, dlouhotrvající a hluboké učení je takové, které učící začne a věnuje se mu sám; všichni lidé jsou kreativní, pokud je jim dovoleno rozvíjet své jedinečné schopnosti; míšení studentů různého věku podporuje růst všech členů skupiny; svoboda je základem pro rozvoj osobní odpovědnosti.“

## Škola demokracie
Všechny stránky vedení školy Sudbury jsou dojednány na týdenní školních shromážděních, podle vzoru tradičních městských shromáždění v Nové Anglii. Školní shromáždění schvaluje, mění a ruší školní pravidla, řídí rozpočet školy a rozhoduje o přijímání a propouštění zaměstnanců . Každá osoba představuje – včetně studentů a zaměstnanců – jeden rovný hlas, a většina rozhodnutí je prohlasována prostou většinou.
Školní pravidla jsou obvykle sestavena v knihách zákonů, čas od času opakovaně aktualizovaných, které tvoří součást školního zákoníku. Obvykle je nastaven postup pro vyřizování stížností, a většina škol se řídí pokyny, které respektují myšlenku náležitého právního postupu. Jsou v něm obvykle obsažena pravidla upravující vyšetřování, slyšení, hlavní líčení, rozsudek a možnost odvolání, obecně se postupuje podle filozofie, že studenti mají čelit důsledkům vlastního chování.

## Studium
Učení je přirozený vedlejší produkt každé lidské činnosti. Učení začínáme a usilujeme v něm sami. Existuje mnoho způsobů, jak se učit. Učení je proces – ty děláš, není to proces – je ti děláno. Přítomnost a vedení učitele nejsou nutné.
Volná výměna myšlenek a volná konverzace a souhry mezi lidmi poskytuje širokou expozici do oblastí, které mohou být pro studenty významné a zajímavé. Studenti všech věkových kategorií mixu, starší studenti se učí od mladších studentů, stejně je to i naopak. Přítomnost starších žáků poskytuje vzory pro mladší studenty, a to jak pozitivní, tak negativní. Všudypřítomnost hry vedla k opakovanému pozorování návštěvníků, kteří byli ve škole Sudbury poprvé, že studenti se zdají být v neustálém „útlumu“.
Zaměřením školy i výslovně je studentům svěřena odpovědnost za své vlastní vzdělání: Jediná osoba, která navrhne, co se student naučí, je student sám. Výjimkou je situace, kdy student žádá o přiřazení do určité třídy nebo si dojednává výuku. Školy Sudbury nemají studenty porovnávat a hodnotit – škola nevyžaduje žádné testy, hodnocení ani opisy.

### Čtení
Čtení je pojednáno stejně jako jakékoli jiné téma: Studenti se naučí číst, když se pro to rozhodnou, nebo prostě tím, že jde o jejich životy.
„Jen málo dětí vyhledá něčí pomoc, když se rozhodnou učit. Zdá se, že každé dítě má svou vlastní metodu. Některé se učí tím, že mu někdo předčítá, zapamatováním si příběhu, který pak nakonec čte samo. Některé se učí z krabic od cereálií, jiní z návodů ke hrám, další z dopravního značení. Některé se učí hláskováním, další slabikováním, jiní čtou celá slova. Abych byl upřímný, jen zřídka se dozvíme, jak se jim to povedlo, a oni nám to málokdy řeknou.“
Sudbury Valley School tvrdí, že všichni jejich studenti se naučili číst, a kromě toho tam nebyly žádné případy dyslexie. Zatímco se studenti učí číst v širokém věkových rozmezí, zdá se, že žádnou nevýhodou, pokud se naučí číst později. Nikdo, kdo se setká s jejich staršími studenty, neumí odhadnout, v jakém věku se poprvé naučili číst.

## Srovnání s příbuznými modely
Tento model se v některých ohledech liší od jiných typů demokratických a svobodných škol, ale existuje mnoho podobností:
- rozvolnění tříd: Není zde kurikulum nebo soubor povinných předmětů. Namísto toho se začínající studenti zajímají o podstatné věci spolu se studenty studujícími to, co chtějí studovat. Obecně neexistují žádné učebny, jen místnosti, v nichž se lidé rozhodnou scházet.
- smíšený věk: Studenti nejsou rozděleni podle různých věkových skupin a mohou se mísit svobodně, zabývat se mladšími i staršími než jsou sami. Smíšení dětí různého věku je zdůrazňováno jako výborný nástroj pro vzdělávání a rozvoj ve všech věkových kategorií.
- samosprávná demokracie: Rodiče mají omezenou nebo nemají žádnou účast na správě školy. Školy Sudbury jsou řízeny demokratickými školními shromážděními, kde se studenti a zaměstnanci účastní výlučně a rovně. Taková setkání jsou také jedinou autoritou na najímání a propouštění zaměstnanců, na rozdíl od většiny jiných škol.